# PSY
Park Jae-sang (en coreà: 박재상, 朴載相; 31 de desembre de 1977), més conegut com a PSY (en coreà: 싸이, pronunciat [sai] a l'anglesa) és un cantant i compositor de Corea del Sud, especialitzat en rap i que també és productor. Es feu conèixer internacionalment arran de l'èxit de la seva cançó humorística Gangnam Style, parodiada al programa d'humor Polònia de Televisió de Catalunya com a Mas Style –en referència al president Artur Mas–, que des de la seva emissió ha estat un dels vídeos més vistos al YouTube. El 6 de novembre de 2012 va aconseguir que més de 20.000 persones ballessin el seu gran èxit a París, als peus de la torre Eiffel. El 21 de desembre de 2012 va aconseguir 1.000 milions de visites i és el vídeo més visitat a YouTube.

## Àlbums d'estudi
- 2001: PSY from the PSYcho World!
- 2002: Sa 2/Adult only
- 2002: 3 PSY
- 2006: Sa Jib (Sa House)
- 2010: PSY Five
- 2012: PSY's Best 6th Part 1

### Senzills
- «Gangnam Style»
- «Gentleman»
- «Bird»
- «Singosik»
- «Bird 2» (amb Kim Hyun-Juk)
- «Champion»
- «Paradise» (amb Lee Jae-Hoon)
- «Artists»
- «2 Beautiful Goodbyes» (amb Lee Jae-Hoon)
- «We Are the One»
- «Calling You Because It's Raining»
- «RIGHT NOW»
- «In My Eyes» (amb Lee Jae-Hoon)
- «THANK YOU» (amb Seo In-Young)
- «It's Art»